# خزان كالاجيرفي
63°03′00″N 25°19′19″E / 63.05°N 25.322°E
خزان كالاجيرفي هي بحيرة متوسطة الحجم تقع في فنلندا. وهي تقع في مدينة سينايوكي في بوهيانما الجنوبية. وقد تم بناء الخزان في موقع البحيرة الصغيرة، وتم الانتهاء من بنائه في عام 1977.